# Sylvie Bernier
Sylvie Bernier (ur. 31 stycznia 1964 w Sainte-Foy) – kanadyjska skoczkini do wody. Złota medalistka olimpijska z Los Angeles.
Zawody w 1984 były jej jedynymi igrzyskami olimpijskimi. Triumfowała w skokach z trzymetrowej trampoliny. W tej konkurencji była brązową medalistką igrzysk panamerykańskich (1983) i srebrną igrzysk Wspólnoty Narodów. Pięć razy zostawała mistrzynią Kanady.
W 1996 została przyjęta do International Swimming Hall of Fame.